# محمد کسری
محمد کسری (انگلیسی: Muhamed Kesra؛ زادهٔ ۲۵ اکتبر ۱۹۹۶) بازیکن فوتبال اهل سودان است.
وی همچنین در تیم ملی فوتبال سودان بازی کرده‌است.